# 阿拉姆帕拉耶姆
阿拉姆帕拉耶姆（Alampalayam），是印度泰米尔纳德邦Namakkal县的一个城镇。总人口15823（2001年）。

## 人口
该地2001年总人口15823人，其中男性8163人，女性7660人；0—6岁人口1688人，其中男905人，女783人；识字率61.85%，其中男性为69.70%，女性为53.49%。